# Viktorin Pohl (starší)
Viktorin Pohl, též Viktorín Pohl byl český františkán. Působil jako představený – kvardián ve více klášterech. V letech 1710 až 1711 řídil později zaniklý františkánský konvent Sv. Barbory v Opavě. V letech 1713 až 1714 byl zase kvardiánem františkánského kláštera u chrámu Neposkvrněného početí v Olomouci. Podle českého františkánského nekrologia zemřel 16. dubna 1720 v Kroměříži.